# Can't Buy Me Love
〈Can't Buy Me Love〉는 폴 매카트니(레논-매카트니로 표기)가 작곡하고 비틀즈가 1964년 3월 영국 싱글 여섯 번째의 A 사이드에 발매한 곡으로, 〈You Can't Do That〉는 B 사이드이다. 2015년 9월, 비틀즈는 이 곡의 녹음본을 TV 광고로 PETA를 위해 사람들에게 기증했다.